# Ralf-Peter Brinkmann
Ralf-Peter Brinkmann (* 17. September 1960 in Detmold) ist ein deutscher Tonmeister und Musikregisseur für Fernsehen und Hörfunk. Er ist ebenfalls als Komponist tätig und gibt Solokonzerte als Pianist. Des Weiteren ist er Produzent seiner eigenen Band Jaah.

## Studium
Von 1982 bis 1983 war Ralf-Peter Brinkmann am Konservatorium der Stadt Köln in der Jazzklasse bei Jiggs Whigham. 1983 bis 1987 studierte er Klavier an der Robert Schumann Hochschule Düsseldorf bei Ria Goetze und von 1987 bis 1992 studierte er Tonmeister an der Universität der Künste Berlin bei Johann Nikolaus Matthes sowie in der Jazzklasse Klavier bei Walter Norris.

## Tonmeistertätigkeit
Ralf-Peter Brinkmann hat für die ARD als Mixer und Tonmeister u. a. mit Alex Clare, Amy Winehouse, Arctic Monkeys, Beastie Boys, Cyndi Lauper, Elbow, Jamie Cullum, Jane Birkin, Katie Melua, Mark Knopfler, Moby, Nick Cave, Portishead, Rufus Wainwright, Snow Patrol, The Cure und Van Morrison zusammengearbeitet, für die EBU u. a. mit Till Brönner und Natalie Merchant.
Als Tonmeister hat er auch das Konzertevent Live 8 in Berlin am 2. Juli 2005 abgemischt. Hier traten u. a. Künstler wie Herbert Grönemeyer, Green Day Faithless a-ha, Roxy Music und Chris de Burgh auf. Das Ereignis wurde weltweit live übertragen. Weitere TV-Konzerte u. a. mit Annett Louisan, Silbermond, Silly, Roger Hodgson, The Boss Hoss.

## Diskografie
- Ganes & Deutsches Filmorchester Babelsberg – Mai guai (City slang 2011)
- Dear Reader & das Deutsche Filmorchester Babelsberg – We followed every sound (City slang 2013)
- Calexico & Deutsches Filmorchester Babelsberg – Spiritoso (City slang 2013)
- Amy Winehouse – Back To Black limited edition super jewel box Bonustracks live at Kalkscheune Berlin (Island Records 2007)
- Live 8 – various artists (EMI 2005)
- Ben Becker & die Zero Tolerance Band & das Deutsche Filmorchester Babelsberg – Die Bibel (SPV recordings 2007)
- Max Raabe und das Palast Orchester – In der Berliner Waldbühne (Ufa 2006)